# Segam & Andi B.
Segam & Andi B. ist eine Oberpfälzer Mundart-Hip-Hop-Formation um das Rapper- und Produzenten-Duo Mario Mages (Segam=Letterkehr für Mages) und Andreas „Andi“ Bauer aus Falkenberg. Als Duo treten sie seit 2006 auf und lassen sich seit 2009 musikalisch von der „Gräimfettgäng“ unterstützen.
Die Formation tritt bayernweit auf und war unter anderem im Fernseh- und Rundfunkprogramm des Bayerischen Rundfunks zu hören und zu sehen.

## Mitglieder
- Mario Mages – Rap-Gesang: Mages studierte Soziologie an der Otto-Friedrich-Universität Bamberg.[3] Beruflich ist er Assistent der Geschäftsleitung eines Bamberger Wirtschaftsberatungsunternehmens.[4]
- Andi Bauer – Rap-Gesang: Bauer absolvierte 2001 das Abitur am Stiftland-Gymnasium Tirschenreuth. Danach studierte er von 2002 bis 2004 am Music College Regensburg und danach am Prins Claus Conservatorium im niederländischen Groningen Jazz-Schlagzeug.[5]

Gräimfettgäng:
- Benedikt „Bene“ Geiger – Trompete
- Wolfgang „Wolfe“ Geiger – Tuba
- Michael „Michi“ Rüth – E-Gitarre
- Robert Schwan – E-Bass
- Saskia „Sassi“ Jahreis – Schlagzeug

## Diskografie
Alben
- 2008: Yo, wir san dou! (Hawkhill Records/HOFA Studios)
- 2010: Bei uns daham (Hawkhill Records/HOFA Studios)[6]

Kompilationsbeiträge
- Oberpfalz-Style Rulez auf Hart & Zart III (BSC Music, 2009)[7]
- Lou ma mei Rouh auf Alpenpower Bayern – de Zwoate (Donnerwetter Musik, 2013)[8]

## Auszeichnungen
- 2009: Kulturpreis des Bezirks Oberpfalz in der Kategorie „Popularmusik“[9]